# Шта је жена?
Шта је жена? (енгл. What Is a Woman?) је амерички документарни филм из 2022. године о родним и трансродним питањима које је представио конзервативни политички коментатор Мет Волш. Произвео га је и приказао The Daily Wire, у режији Џастина Фолка.

## Резиме
У документарцу Мет Волш тражи одговор на питање „шта је жена?”, а како би дошао до њега интервјуише различите особе, као што су педијатар, професор студија рода, психијатар, породични и брачни терапеут који афирмише род, противник медицинске транзиције за малолетне особе, хирург специјализован за операцију промене пола и психолог Џордан Питерсон. Волш такође разговара о терминима „небинарност” и „трансродност” са племеном Масаји у Кенији, док је истовремено интервјуисао и геј човека који је био гол у јавности у Сан Франциску. Документарац говори и о операцији промене пола и трансродним спортистима у женском спорту.